# Schneegestöber

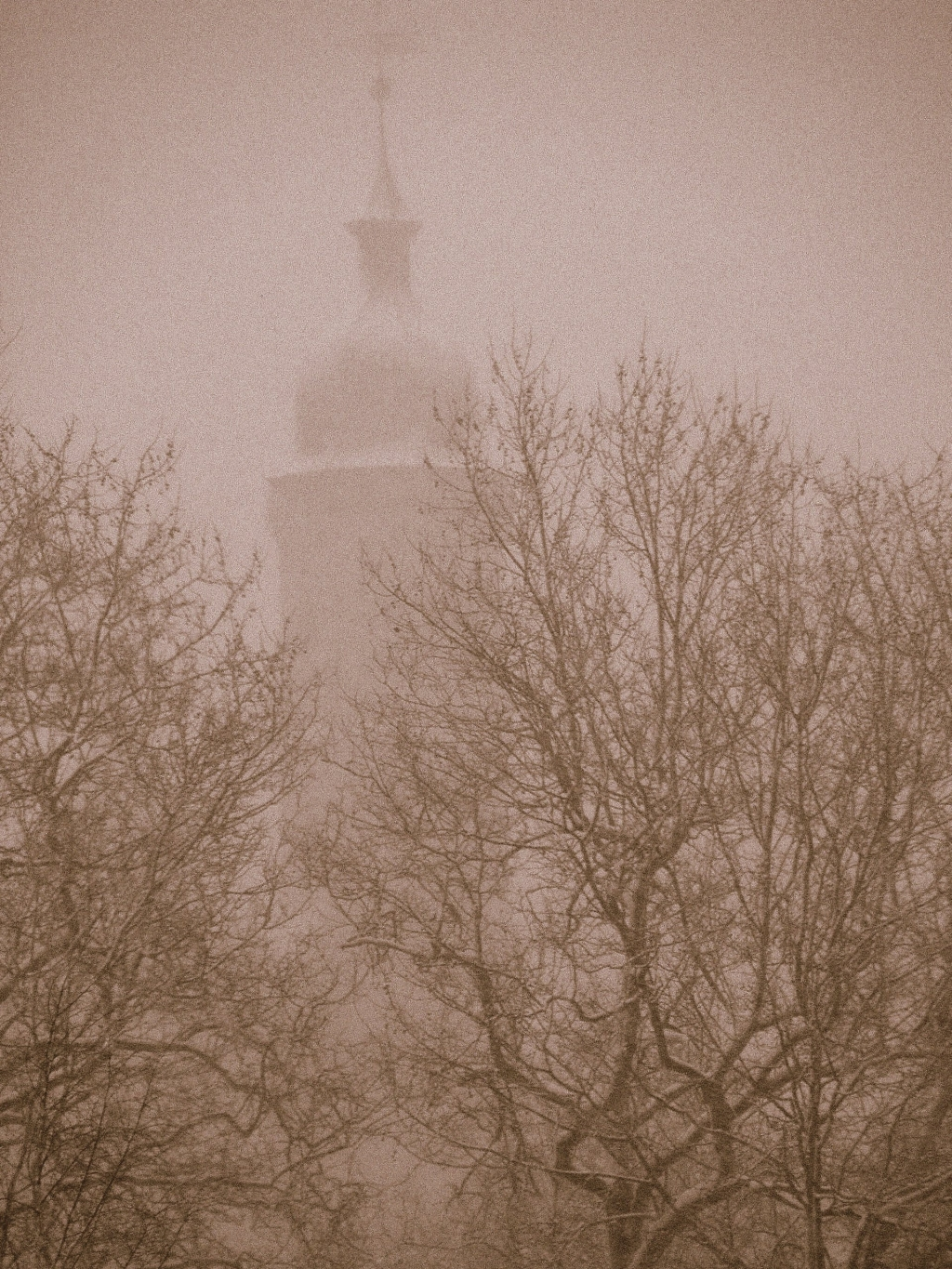
Schneegestöber behindert die Sicht

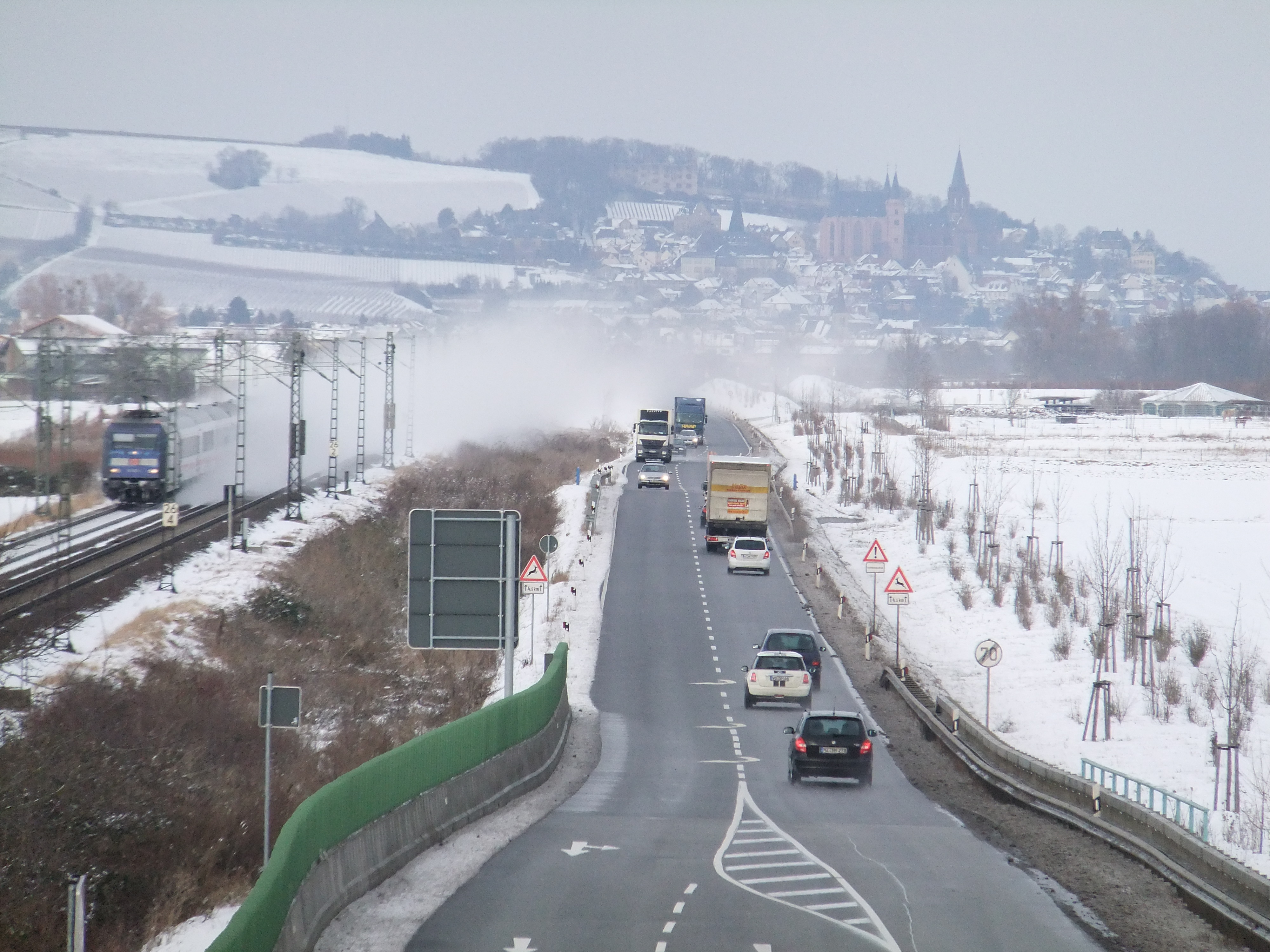
Schneegestöber verursacht durch einen Intercity. Schnelles Auftreten, vor allem im Straßenverkehr, kann häufig zu einem Straßenverkehrsunfall führen.

Ein Schneegestöber ist die durch starken Wind, Luftsog oder starke Erschütterung verursachte lokale Häufung aufwirbelnder Schneeflocken in der Luft, wie sie hinter einem großen Fahrzeug (Lkw, Eisenbahnzug) oder bei einem Lawinenabgang auftreten können.

## Beschaffenheit
Dabei treten sowohl fallende als auch vom Boden hochgewehte Schneeflocken auf, wodurch vom Betrachter starker Schneefall empfunden werden kann. Ein Schneegestöber behindert die Sicht besonders im Verkehr, wenn es durch den Luftsog hinter großen Fahrzeugen (LKW, Eisenbahnzug) ausgelöst wird. Die Bezeichnung wird vom Wetterdienst nicht offiziell verwendet.

## Bezeichnung
Der Begriff Gestöber leitet sich von stieben ab und wurde später übertragen auf den Stöberhund, einen kleinen Jagdhund, der Tiere in ihrem Bau fand und sie aufstöberte („aufwirbelte“), woraus sich im Laufe der Zeit auch zeitweise eine Begriffsausdehnung mit Aufscheuchen, Aufrühren oder Getümmel bildete. Diese ist mittlerweile außer in der Form des Schneegestöbers im deutschen ungebräuchlich.

## Verwendung
Metaphorisch nutzen den Ausdruck beispielsweise Johann Wolfgang Goethe („ich bin recht leidlich auszer dem hals und mag gerne allerley thun. solang das geht werd ich in meinem schneegestöber aushalten, und schreiben und zeichnen“) oder Jean Paul („ein doppeltes schneegestöber von funken und von tropfen zwischen einem staubregen von blütendüften“).

## Andere Bezeichnungen
- Heute ist der Begriff beispielsweise auch üblich, um die Echogenität in der Sonographie zu beschreiben.[3]
- Als Schneegestöber werden auch bestimmte Süßspeisen bezeichnet.